# Oppioide

Struttura chimica della morfina, il prototipo di oppioide.

Un oppioide è un qualsiasi composto chimico psicoattivo che produce effetti farmacologici simili a quelli della morfina o di altre sostanze morfino-simili. Il termine «oppioide» viene anche usato, in modo improprio, per indicare gli oppiacei, cioè gli alcaloidi che possono essere ritrovati nell'oppio (una miscela di sostanze ricavata dal lattice del Papaver somniferum) nonché i loro derivati semisintetici; gli oppiacei sono in numero più limitato rispetto alla famiglia degli oppioidi.
Tra le sostanze oppioidi distinguiamo gli alcaloidi naturali, gli oppioidi semisintetici e totalmente sintetici, e i peptidi oppioidi endogeni.
Gli oppioidi agiscono legandosi agli specifici recettori (recettori degli oppioidi), che si trovano principalmente nel sistema nervoso centrale e periferico e nel tratto gastrointestinale. Queste sostanze, interagendo con lo specifico recettore, agiscono prevalentemente come modulatori delle sensazioni dolorifiche ma anche come fattori di trascrizione, tramite specifici recettori nucleari. Gli effetti analgesici degli oppioidi sono dovuti ad una diminuita percezione, una ridotta reazione ed una maggiore tolleranza al dolore. 
Gli oppioidi sono tra le droghe più antiche al mondo: l'uso terapeutico del papavero da oppio è anteriore alla storia documentata. 
Gli effetti collaterali degli oppioidi includono sedazione, depressione respiratoria, stipsi e un forte senso di euforia. Gli oppioidi possono causare la soppressione della tosse: molti di essi vengono effettivamente impiegati nella pratica clinica con questo scopo, e nello stesso tempo l'azione antitussigena può essere considerata un effetto collaterale ed indesiderato. 
Gli oppioidi sono noti sia per la loro proprietà di causare dipendenza sia per la loro capacità di produrre una sensazione di euforia, la qual cosa è una delle principali motivazioni per il loro uso come sostanze di abuso. La dipendenza da oppiacei può svilupparsi anche durante il loro uso terapeutico, causando una sindrome astinenziale qualora essi vengano sospesi in modo improvviso. 
Tutte le molecole oppioidi possono essere bloccate da antagonisti specifici, in particolare dal naloxone.

## Etimologia e storia
La parola oppio deriva da opos, termine greco che indica il "succo", essendo il farmaco derivato dal succo del papavero da oppio per incisione delle capsule immature.
Probabilmente gli effetti psicologici degli oppioidi erano già noti agli antichi Sumeri, tuttavia il primo riferimento certo al papavero da oppio risale a Teofrasto, nel III secolo a.C.
Avicenna nel suo testo Il canone della medicina ne vantava le qualità analgesiche, mentre furono gli Arabi a diffonderne l'uso in Oriente come antidiarroico, e Paracelso intorno al 1500 ne rilanciò l'impiego in Europa, dove era stato un poco abbandonato per via degli effetti tossici.
In tempi più recenti, verso il XVIII secolo in Oriente si diffuse l'abitudine, socialmente accettata, di fumare oppio: nello stesso periodo gli europei dimostrarono di gradire maggiormente l'alcol.
L'oppio contiene numerosi alcaloidi diversi (più di 20). Il primo ad essere scoperto nel 1803 fu la morfina: lo scopritore, Sertüner, le attribuì questo nome in onore di Morfeo, dio greco dei sogni. Negli anni successivi furono via via scoperte la codeina (Robiquet, 1832), la papaverina (Merck, 1848) ed altri ancora. Fu nel 1874 che a partire dalla morfina venne sintetizzata la diacetilmorfina, che fu meglio conosciuta con il nome di eroina, attribuitole dalla compagnia farmaceutica Bayer, che iniziò a commercializzarla nel 1898 come rimedio per la tosse.
I medici a partire dalla metà dell'Ottocento, iniziarono ad utilizzare gli alcaloidi piuttosto che i vari preparati a base d'oppio.
Negli Stati Uniti furono i lavoratori cinesi a favorire il diffondersi dell'uso dell'oppio. Ben presto la facile possibilità di reperire morfina, l'invenzione della siringa (da parte dell'ortopedico francese Charles Gabriel Pravaz nel 1852), nonché l'uso esteso che si fece della stessa morfina durante la guerra civile americana, rappresentarono la base su cui si innestò il fenomeno della farmacodipendenza da oppioidi.
L'uso non clinico degli oppioidi venne criminalizzato negli Stati Uniti con l'emanazione del Harrison Narcotics Tax Act, nel 1914. Molti altri paesi in tutto il mondo approvarono leggi simili. Da allora, quasi ovunque l'utilizzo degli oppioidi non a scopo medico, è stato disapprovato e represso dalle autorità. All'incirca nello stesso periodo (1915) Pohl studiando la N-allilnorcodeina si rese conto che questa molecola era in grado di reprimere la depressione respiratoria indotta dalla morfina e dall'eroina. Fu comunque necessario attendere il 1951 e gli studi di Eckenhoff perché nalorfina entrasse ufficialmente nell'armamentario medico come antidoto per l'avvelenamento acuto da morfina.

## Farmacologia

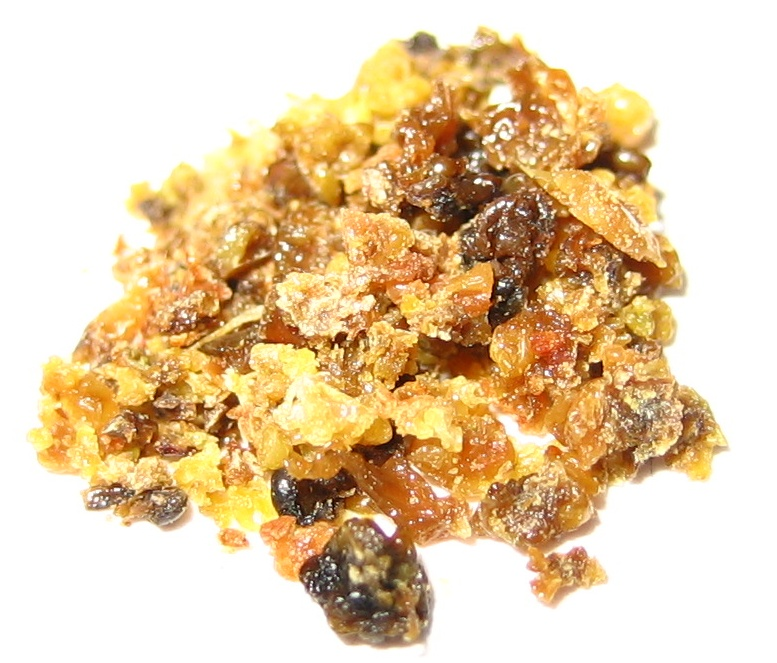
Un campione di oppio grezzo

Gli oppioidi agiscono grazie al legame che si instaura fra queste molecole ed alcuni specifici recettori detti degli oppioidi, presenti nel sistema nervoso centrale (SNC), periferico (SNP) come pure in altri tessuti, ad esempio nel tratto gastroenterico. I tre principali tipi di recettori presenti nel SNC sono stati denominati μ (mu), κ (kappa) e δ (delta). Questi recettori sono stati recentemente rinominati recettore MOP (MOR, OP3, recettore μ mu), recettore KOP (KOR, OP2, recettore κ kappa), recettori DOP (DOR, OP1, recettore δ delta).A questi si aggiunge un quarto recettore denominato NOP (ORL1, OP4). Di questi recettori si conoscono poi tutta una serie di sottotipi, ad esempio esistono tre sottotipi di recettori μ (chiamati appunto μ1, μ2 e μ3). 
Il recettore ORL1 (la sigla ORL sta per Opioid-Like Receptor) è di grande importanza clinica in quanto coinvolto nelle risposte del dolore: viene infatti chiamato anche NOP, ovvero Nociceptin Receptor. Risulta inoltre giocare un ruolo importante nello sviluppo della tolleranza agli oppioidi, in particolare agli agonisti μ, utilizzati come analgesici.
Tutti questi recettori appartengono alla superfamiglia dei recettori transmembrana accoppiati a proteine G, che agiscono sulla neurotrasmissione GABAergica.
La risposta farmacodinamica ad un oppioide dipende dal tipo di recettore a cui si lega, la sua affinità per tale recettore, e dal fatto che l'oppioide sia un agonista oppure un antagonista recettoriale.
Ad esempio, le proprietà analgesiche sopraspinali dell'oppioide agonista morfina, sono mediate dall'attivazione del recettore μ1, mentre la depressione respiratoria e la dipendenza fisica dai recettori μ2, e la sedazione e l'analgesia spinale dal recettore κ. 
Ogni gruppo di recettori oppioidi provoca una serie distinta di risposte neurologiche. Inoltre si deve tenere presente che i sottotipi recettoriali (come μ1,μ2 e μ3, per esempio) forniscono risposte ancora più specifiche.
Necessariamente semplificando possiamo dire che le interazioni con i recettori comportano:
- μ (mi): analgesia (soprattutto in sede sovraspinale), depressione respiratoria, miosi, riduzione della motilità gastrointestinale, euforia
- κ (kappa): analgesia (soprattutto nel midollo spinale), miosi (meno intensa rispetto all'interazione con μ), depressione respiratoria, disforia, effetti psicotomimetici: alterazioni del pensiero, delle percezioni, stati allucinatori).
- δ (delta): azione prevalente nel cervello, effetti antidepressivi ed anticonvulsivanti, dipendenza fisica, selettività per le encefaline.

La ricerca sta cominciando a mostrare che la morfina e gli oppioidi possono effettivamente avere effetti periferici. Recenti studi hanno scoperto recettori oppioidi sui neuroni sensoriali periferici. Una frazione significativa dell'analgesia oppioide potrebbe essere mediata da tali recettori oppioidi periferici, in particolare in condizioni infiammatorie come artrite, dolore traumatico o chirurgico.
Il dolore infiammatorio è anche attenuato dai peptidi oppioidi endogeni per l'attivazione dei recettori degli oppioidi periferici.
Unica per ogni oppioide è la distinta affinità di legame alle diverse classi di recettori oppioidi: i recettori per gli oppioidi μ, κ e δ sono attivati in modo diverso a seconda delle specifiche affinità di legame per il recettore. 
In altre parole gli oppioidi agiscono come agonisti totali o parziali, oppure come antagonisti dei citati recettori.
Ad esempio, l'alcaloide oppiaceo morfina presenta un'alta affinità di legame per il recettore μ, mentre la ketazocina mostra elevata affinità per i recettori ĸ.
Esistono anche molecole antagoniste-agoniste: la pentazocina agisce come agonista sui recettori κ e antagonista sui recettori μ.
Naloxone è invece un oppioide con attività antagonista sui recettori μ, κ e δ.
È questo meccanismo combinatorio che consente una vasta classe di effetti a seconda della singola molecola, ciascuna con il proprio unico profilo di azione.
Oltre a quanto già detto, si deve anche considerare che alcune molecole, con l'aumento del dosaggio, vedono incrementare proporzionalmente i loro effetti (è il caso della molecola agonista morfina). Altre molecole invece, ed in particolare alcuni composti agonisti parziali oppure agonisti-antagonisti, si caratterizzano per una sorta di effetto plateau, tale per cui oltre un certo dosaggio i loro effetti non aumentano proporzionalmente con l'incremento della dose.
Le sostanze oppioidi anche se dotate di proprietà farmacodinamiche simili, differiscono notevolmente tra loro per le differenti caratteristiche farmacocinetiche: il tempo di insorgenza, la durata d'azione, il ritardo che intercorre tra le concentrazioni nel sangue e l'insorgenza delle proprietà analgesiche, il tempo necessario perché le concentrazioni tra sangue, cervello e midollo spinale raggiungano un equilibrio, tutto ciò ed altre proprietà possono influenzare la scelta da parte del terapeuta.

## Classificazione
Una possibile classificazione degli oppioidi comprende:
- Oppiacei naturali: sono gli alcaloidi contenuti nella resina del papavero da oppio, principalmente la morfina, la codeina e la tebaina. Anche altre piante contengono oppiacei naturali: tra queste va ricordata la Mitragyna speciosa (nota anche come Kratom), le cui foglie contengono un oppioide che agisce in particolare sui recettori μ (Mu, OP3) e δ (Delta, OP1). La pianta Salvia divinorum (nota anche con il nome di Maria Pastora), una pianta diffusa in Messico, presenta naturalmente un alcaloide oppioide, noto come Salvinorina A, un agonista del recettore κ (Kappa, OP2). Altre specie di papavero, diverse da papaver somniferum, producono abbondanti quantità di tebaina, un'importante molecola da cui l'industria farmaceutica parte per la fabbricazione di molti oppiacei semisintetici e sintetici. Di tutte le oltre 120 specie di papavero, solo poche producono morfina.[16]
- Derivati della morfina: sono composti modicamente alterati dal punto di vista chimico rispetto alla molecola progenitrice, la morfina. La maggior parte di queste sostanze sono profarmaci della morfina: diacetilmorfina (morfina diacetato, eroina); nicomorfina (morfina dinicotinata);[17] dipropanoilmorfina (morfina dipropionato);[18] desomorfina; acetilpropionilmorfina;[19] dibenzoilmorfina; diacetildiidromorfina.[20]
- Oppioidi semisintetici: derivano a partire dagli oppiacei naturali o dagli esteri della morfina, tra di essi abbiamo idrocodone, idromorfone, ossicodone, ossimorfone, etilmorfina e buprenorfina.
- Oppioidi sintetici: sono sostanze completamente sintetiche e comprendono il fentanyl, la petidina, il levorfanolo, il metadone, il tramadolo ed il destropropossifene.
- Peptidi oppioidi endogeni: sono sostanze prodotte naturalmente nel corpo, come le endorfine, le encefaline, le dinorfine e le endomorfine. Morfina ed altri oppiacei, prodotti in minima quantità nel corpo, possono essere inclusi in questa categoria.

Tramadolo e tapentadolo sono delle molecole particolari.
Tramadolo è a tutti gli effetti un oppioide e può essere considerato un derivato della codeina. La molecola si comporta come un debole agonista del recettore oppiaceo μ, ma proprio come un classico antidepressivo triciclico, blocca la ricaptazione di serotonina e noradrenalina.
Tapentadolo, agonista debole dei medesimi recettori μ, si comporta in modo assolutamente simile.

### Alcaloidi naturali
Nell'oppio sono stati identificati almeno 20 alcaloidi naturali di cui i principali sono:
- Morfina: 4-21% dell'oppio, ha azione analgesica e tossicomanigena (potenziale elevato)
- Codeina: 1-25% dell'oppio, ha azione analgesica e tossicomanigena (potenziale medio).
- Tebaina: 0,2-2% dell'oppio, non ha azione analgesica né tossicomanigena.
- Papaverina: 0,5-2,5% dell'oppio.[24]

### Derivati della morfina
| Esteri | Eteri                                        |
| --- | -------------------------------------------- |
| - Diacetilmorfina (morfina diacetato; eroina) - Dipropanoilmorfina (morfina dipropionato) - Nicomorfina (morfina dinicotinato) - Dibenzoilmorfina - Diacetildiidromorfina - Acetilpropionilmorfina - Desomorfina - Metildesorfina | - Diidrocodeina - Eterocodeina - Etilmorfina |

### Derivati semisintetici
- Buprenorfina
- Etorfina
- Idrocodone
- Idromorfone
- Ossicodone
- Ossimorfone

### Oppioidi sintetici
Le anilidopiperidine sono una classe di molecole fortemente lipofile che si distribuiscono rapidamente attraverso la barriera ematoencefalica dando luogo ad una risposta rapida e potente di tipo analgesico.
| Anilidopiperidine | Fenilpiperidine                                                    | Derivati della difenilpropilamina | Benzomorfani                                                                        | Derivati morfinani                                                                                    | Altri |
| --- | ------------------------------------------------------------------ | --- | ----------------------------------------------------------------------------------- | --- | --- |
| - Fentanyl - Acetil-alfametilfentanil - Alfametilfentanil - Alfentanil - Sufentanil - Remifentanil - Carfentanil - Ocfentanil - Omefentanil | - Petidina - Chetobemidone - MPPP - Allilprodine - Prodine - PEPAP | - Propossifene - Destropropossifene - Destromoramide - Bezitramide - Piritramide - Loperamide - Metadone - Dipipanone - Difenossilato - Difenoxin - Levometadil acetato (LAAM) | - Dezocina (agonista/antagonista) - Pentazocina (agonista/antagonista) - Fenazocina | - Nalbufina (agonista/antagonista) - Butorfanolo (agonista/antagonista) - Levorfanolo - Levometorfano | - Mentolo (agonista del recettore κ, kappa, OP2) - Tramadolo - Tapentadolo - Meptazinolo - Mitraginina - Tilidina - Lefetamina |

### Oppioidi endogeni
Gli oppioidi endogeni sono dei neuropeptidi prodotti per idrolisi enzimatica da precursori inattivi o per splicing alternativo di alcuni geni. È oggi chiaro che esistono alcune famiglie separate di peptidi naturali o endogeni che si legano ai recettori per gli oppioidi.
I principali sono:
- Endorfine
- Encefaline
- Dinorfine
- Endomorfine

La β-endorfina è espressa a partire dalla pro-opiomelanocortina (POMC), nelle cellule del nucleo arcuato, nel tronco cerebrale e nelle cellule del sistema immunitario, e agisce attraverso i recettori μ (MOP, MOR, OP3). La β-endorfina ha molti effetti, influenzando tra l'altro il comportamento sessuale e l'appetito. La β-endorfina è anche secreta nella circolazione dalla ghiandola ipofisaria. Le cellule POMC nel nucleo arcuato sono anche in grado di esprimere la α-neo-endorfina.
La met-encefalina è ampiamente distribuita nel SNC e nelle cellule immunitarie. La met-encefalina è un prodotto del gene proencefalina, e agisce attraverso i recettori μ (MOP, MOR, OP3) e δ (DOP, DOR, OP1). La leu-encefalina, anch'essa un prodotto del gene proencefalina, agisce attraverso i soli recettori δ. Leu-encefalina e Met-encefalina hanno struttura comune e differiscono solo per un amminoacido (rispettivamente: Tyr-Gly-Gly-Phe-Leu e Tyr-Gly-Gly-Phe-Met).
La dinorfina, derivante dalla pre-prodinorfina, agisce attraverso i recettori κ (KOP, KOR, OP2), ed è ampiamente distribuita nel SNC, compreso il midollo spinale e l'ipotalamo, in particolare nel nucleo arcuato e nei neuroni secernenti ossitocina e vasopressina nel nucleo sovraottico.
L'endomorfina, di origine sconosciuta, agisce attraverso i recettori μ, e la sua azione su questi specifici recettori è decisamente più potente rispetto a quella di altri oppioidi endogeni.

## Effetti collaterali e indesiderati
Dosi elevate di oppioidi possono indurre ipotensione arteriosa, depressione respiratoria, insufficienza cardio-circolatoria (fino all'edema polmonare acuto) ed il coma. Nei soggetti in età pediatrica possono verificarsi anche convulsioni. È stata anche segnalata la possibilità di sviluppo di rabdomiolisi (verosimilmente secondaria alle clonie ed alla liberazione di mioglobina dai muscoli che debbono lavorare in condizioni di sofferenza e di ipossia) e successiva progressione verso l'insufficienza renale. L'insufficienza respiratoria è probabilmente l'effetto avverso più temuto dagli anestesisti potendo condurre, nei casi più gravi, alla morte il paziente.
Un sovradosaggio di oppioidi deve essere sospettato in caso si verifichi l'associazione di insufficienza respiratoria, coma e pupille a spillo. Tuttavia è necessario ricordare che le dosi tossiche di uno specifico oppioide variano notevolmente da individuo a individuo: in caso di sviluppo di tolleranza un soggetto può tollerare dosaggi che condurrebbero a morte un altro individuo. 
Tra i tossicodipendenti da oppiacei, ed in particolare gli eroinomani, l'edema polmonare acuto è una causa comune di morte.
Per quanto attiene alle citate vampate di calore, sembra che esse possano essere dovute al rilascio di istamina. Non tutti gli oppioidi determinano questo tipo di disturbo: fentanyl e remifentanil rappresentano infatti delle importanti eccezioni, mentre morfina ed altri oppioidi hanno questo tipo di effetto, in genere dose correlato. Altri disturbi associati al rilascio di istamina sono l'orticaria, il prurito e la stessa ipotensione ortostatica.
La mortalità correlata all'utilizzo di oppioidi varia da sostanza a sostanza. Ossicodone e codeina sembra che possono predisporre ad una mortalità doppia rispetto ad idrocodone. A differenza di idrocodone, codeina viene metabolizzata dal citocromo P-450, isoforma CYP2D6, e ciò può portare a farmacocinetica molto variabile a causa di polimorfismi a singolo nucleotide ed interazioni farmacologiche. 
Anche ossicodone è metabolizzato dal CYP2D6, ma solo in una piccola parte, mentre l'isoenzima CYP3A4 gioca un ruolo maggiore. Il metabolismo di ossicodone, clinicamente, è quindi raramente influenzato da varianti di polimorfismi a singolo nucleotide.
Come è noto i pazienti tossicodipendenti da oppiacei presentano immunocompromissione. Tuttavia anche l'utilizzo di oppioidi a scopo terapeutico, in acuto e cronico, può compromettere il funzionamento del sistema immunitario. Gli oppioidi oltre a ridurre la produzione di anticorpi, l'attività delle cellule natural killer, l'espressione di citochine e l'attività fagocitaria diminuiscono la proliferazione delle cellule progenitrici dei macrofagi e dei linfociti, e influenzano la differenziazione cellulare.
L'uso di oppioidi influenza ed altera sia l'immunità innata che l'immunità adattativa. Verosimilmente gli oppioidi operano come delle citochine e tutte le principali proprietà delle citochine (paracrine, autocrine ed endocrine, ridondanza funzionale, pleiotropia) sono condivisi dagli oppiacei, i quali determinano effetti che sono sia dose che tempo-dipendenti.

### Astinenza
La diacetilmorfina, conosciuta come eroina, è particolarmente potente e si lega in maniera molto marcata ai recettori oppiacei del cervello. Una volta attraversati i recettori l'eroina si trasforma in due composti (superata la barriera emato-encefalica) 3-monoacetilmorfina e 6-monoacetilmorfina ovvero 6-MAM e 3-MAM.
Tuttavia vi è una sostanziale differenza fra eroina e quest'ultima: oltre al fatto di essere proporzionalmente più potente, l'eroina, a differenza della morfina, se iniettata produce il fenomeno noto come flash, ovvero una sensazione di intensa gratificazione che perdura per alcuni secondi.
L'eroina produce assuefazione e provoca dipendenza fisica vera e propria dopo un uso continuativo della sostanza in maniera costante per qualche settimana. A seconda di come reagisce il corpo questo periodo può variare anche molto, andando da un mese a sei o sette mesi. La dipendenza si instaura in maniera proporzionale alla quantità di sostanza usata quotidianamente.
Una volta interrotta bruscamente la somministrazione della sostanza si avranno sintomi da astinenza, la cui intensità può variare da lievi disturbi come insonnia ed agitazione, a sintomi molto più marcati.
Un tossicodipendente che utilizza eroina da molto tempo, una volta sospesa, andrà incontro all'astinenza in un lasso di tempo che varia dalle 8 alle 16 ore dall'ultima somministrazione. 
Nelle prime 24 ore si manifesterà attraverso un'irrequietezza estrema, sudorazione, palpitazioni, naso che cola e pupille dilatate. Proseguendo oltre le 24 ore si manifesteranno nausea, vomito, scariche di diarrea, crampi, dolori muscolari, totale insonnia, sudorazione profusa e vampate di caldo e freddo, costringendo la persona in astinenza a scoprirsi completamente per poi vestirsi in maniera pesante.
La sindrome da astinenza da eroina raggiunge il suo picco fra il terzo e il quinto giorno dall'ultima volta che è stato usato lo stupefacente, per poi ridursi gradualmente nell'arco di 8-10 giorni. Esistono farmaci sintomatici per ridurre, almeno in parte, questi sintomi, di solito vengono utilizzate benzodiazepine o neurolettici per l'agitazione e l'insonnia e farmaci antidolorifici e miorilassanti per il dolore ed i crampi.
Un'altra questione è l'aspetto psicologico della privazione, che dura molto più a lungo e che, se non è stata presa una decisione profonda, porta spesso a ricadute, per questo motivo il periodo di astinenza non dovrebbe mai essere affrontato da soli. In seguito sorgerà il bisogno di utilizzare nuovamente la droga, spesso un bisogno che sorge all'improvviso, e risulta molto intenso (la parola inglese craving indica questo stato, in cui il pensiero è fisso sul desiderio della sostanza).